# 万足镇
万足镇，是中华人民共和国重庆市彭水苗族土家族自治县下辖的一个乡镇级行政单位。

## 行政区划
万足镇下辖以下地区：
小河村、万足村、廖家村和爱国村。